# Oblast de Sakhaline (Empire russe)
Pour les articles homonymes, voir Sakhaline (homonymie).
1909–1920
Entités précédentes :
- Oblast de Primorié

Entités suivantes :
- Occupation japonaise

L’oblast de Sakhaline (en russe : Сахалинская область) est un oblast de l'Empire russe créé en 1909 dans le nord de l’île de Sakhaline avec pour capitale Aleksandrovsk-Sakhalinski.

## Histoire
À sa création le 17 juin 1909, l’oblast de Sakhaline occupe le nord de l’île de Sakhaline, la partie sud (préfecture de Karafuto) faisant partie du Japon depuis le traité de Portsmouth de 1905 : la limite est fixée au 50e parallèle nord. En 1914 l’ouiezd de Ouda, situé sur le continent avec pour centre administratif Nikolaïevsk, est transféré de l’oblast de Primorié à celui de Sakhaline.
Pendant la guerre civile russe, l’oblast de Sakhaline est rattaché à la république d'Extrême-Orient mais l'armée japonaise l'occupe en réponse au massacre de 700 civils japonais à Nikolaïevsk le 12 mars 1920. À l'issue de l'intervention japonaise en Sibérie, l'oblast ne passe sous administration soviétique qu’en 1925.
Le territoire de l’oblast de Sakhaline de l’Empire russe se retrouve de nos jours dans l’oblast de Sakhaline de la fédération de Russie (qui englobe toute l’île) ainsi que dans le kraï de Khabarovsk (pour l’ouiezd d’Ouda).

## Géographie
Le développement économique de l'île est retardé par le climat froid et la banquise hivernale ; seule la partie sud se prête à l'agriculture. Les ressources de l'île en bois et charbon ne servent guère qu'au marché local et seuls les produits de la pêche sont exportés. Les gisements de pétrole situés le long de la mer d'Okhotsk dans la partie nord de l'île ne seront exploités qu'à partir de 1925, l'URSS ayant permis aux compagnies japonaises d'y maintenir des concessions.